# 姚定汉
姚定汉（前2世纪—前1世纪），西汉宦官。曾出使大宛。
汉武帝太初元年（前104年）八月，大宛不肯给汉朝宝马，汉朝使者强夺宝马，大宛贵族令其东边郁成王攻杀汉使，取其财物。汉武帝大怒，姚定汉等曾出使大宛的人说：“宛兵弱，诚以汉兵不过三千人，强弩射之，可尽虏矣。”汉武帝曾派赵破奴以七百骑俘虏楼兰王，所以认为姚定汉等说得对。当时武帝想封宠姬李夫人的家人为侯，就任命李夫人兄李广利为贰师将军讨伐大宛。
征和二年（前91年），发生巫蛊之祸，皇太子刘据被使者江充诬陷使用巫蛊后，在其母皇后卫子夫支持下起兵诛杀江充，又被武帝命丞相刘屈牦讨伐，兵败出逃。武帝派官员收缴卫子夫的皇后玺绶，意欲废后，卫子夫先自杀。姚定汉和宦官苏文以小车将她的尸体载到公车令的空房安置，盛以小棺，葬于长安城外的桐柏。